# Marcus Hasler
Marcus Hasler (auch Markus Hasler; * 1959; heimatberechtigt in Altstätten) ist ein Schweizer Bergbahnmanager und ehemaliger Politiker (SVP, BDP).

## Leben
Hasler ist in Luzern aufgewachsen. Er studierte Mathematik an der Universität Bern und schloss mit dem Lizenziat ab. Er zog dann Graubünden, um als Lehrer an der Sekundarschule in Ilanz zu arbeiten. 1999 wurde er Direktor der lokalen Bergbahnen und Chef der Ferienregion Brigels-Waltensburg-Andiast. Im Sommer 2011 zog er ins Wallis, wo er CEO der Zermatt Bergbahnen AG wurde. Auf Ende 2024 wird er pensioniert.
Er ist geschieden und hat zwei Kinder. Er spricht Deutsch und Rätoromanisch.

## Politik
Hasler ging zuerst als Parteiloser in die Politik, später trat der SVP bei. Von 1997 bis 2002 war er Gemeindepräsident von Waltensburg. 2006 wurde er in den Grossen Rat des Kantons Graubünden gewählt. Als sich im Zuge der Wahl von Eveline Widmer-Schlumpf in den Bundesrat die SVP spaltete, entschied er sich für die BDP Graubünden. Ende August 2008 wurde er als Nachfolger von Ueli Bleiker zu deren Präsident gewählt. Mitte Oktober 2010 wurde er von Jon Domenic Parolini abgelöst, da er plante, den Kanton zu verlassen. Aus demselben Grund trat er bei den Kreis-/Grossratswahlen im Juni 2010 nicht mehr an.